# Ардамери
Ардамери (на гръцки: Αρδαμέρι, катаревуса Αρδαμέριον, Ардамерион) е село в Гърция, част от дем Лъгадина (Лангадас) в област Централна Македония с 308 жители (2001).

## География
Ардамери е разположено в северозападната на Халкидическия полуостров в североизточните склонове на планината Хортач (Хортиатис), на 38 km от Солун и на 5 km от разклона на Йеракару.

## История

### Античност и средновековие
В късната античност на мястото на Ардамери има укрепено селище. На хълма, на който по-късно е построена катедралната църква „Успение Богородично“ е открита статуя на богинята Кибела, а в подножието му – повредена гробница и римска керамика. Селището в средновековието носи името Еркула (Ἕρκουλα) или Еркулион (Ἑρκούλιον ). Преименуването на Ардамери вероятно става в X – XI век.
Споменава се в 943 година като седалище на епископия с епископ Йоан. В 1638 година центърът ѝ се мести в Галатища и епископията става Ардамерска и Галатищка. В 1934 година е превърната в митрополия, а в 1934 година е слята с Йерисовската митрополия в днешната Йерисовска, Светогорска и Ардамерска епархия.
В местността Палио Монастири (в превод Стар манастир) на 4 km южно от Ардамери, където днес има нов храм „Света Троица“, са открити останки от средновековна сграда, вероятно манастир. Археологически обект има и в местността Депозито. На 2 km южно от Ардамери, на коларски път, водещ към Хортач има римски мост, изграден с полуодялани камъни.

### В Османската империя
В средата на XV век селото, регистрирано като Измамир или Адрамир, има чисто християнско население. По-късно през XVII – XVIII век населението на селото намалява. Селото Идремир е споменато като въглищарско в нахия Пазаргия. Селото е изгорено от османците при потушаването на Халкидическото въстание в 1821 година. Възстановяването му започва в средата на века. Църквата в селото „Успение Богородично“ е построена в 1836 година върху развалините на старохристиянски храм, вероятно катедрална базилика, и днес е паметник на културата. Църквата „Света Троица“ край селото също е от XIX век.
Александър Синве ("Les Grecs de l’Empire Ottoman. Etude Statistique et Ethnographique"), който се основава на гръцки данни, в 1878 година пише, че в Ардамерион (Ardamérion), Ардамерска епархия, живеят 500 гърци.
Към 1900 година според статистиката на Васил Кънчов („Македония. Етнография и статистика“) в Адраманъ живеят 400 жители гърци християни.
По данни на секретаря на Българската екзархия Димитър Мишев („La Macédoine et sa Population Chrétienne“) в 1905 година в Едремил (Edremil) има 350 гърци и в селото работи гръцко чилище с 1 учител и 30 ученица.

### В Гърция
След Междусъюзническата война в 1913 година попада в Гърция. До 2011 година селото е част от дем Корония на ном Солун.
В Ардамери са запазени две традиционни каменни къщи – тази на Анастасия Франгуди и тази на Евдоксия Пападопулу.